# 31 octobre 1995
Le 31 octobre 1995 est le 304e jour de l'année 1995 du calendrier grégorien. Il s'agit d'un mardi.

## Naissances
- Anthony Colebrook, coureur cycliste bahaméen
- Casimir Schmidt, gymnaste néerlandais
- Darnell Furlong, joueur de football britannique
- Faysel Kasmi, joueur de football belge
- Larry Valle, coureur cycliste nicaraguayen
- Mateo Arias, acteur américain
- Mesulame Kunavula, joueur de rugby fidjien
- Mihailo Ristić, footballeur serbe
- Nicolás Tivani, coureur cycliste argentin
- Predrag Rajković, footballeur serbe
- Raïka Hazanavicius, actrice française
- Suzanna Son, actrice américaine
- Tristan Nunez, pilote automobile américain
- Viktória Lukács, handballeuse hongroise
- XXYYXX, musicien et producteur américain

## Décès
- Alan Bush (né le 22 décembre 1900), musicien britannique
- Bill Rowling (né le 15 novembre 1927), homme politique néo-zélandais
- Caroline P. Hammond Bammel (née le 6 juillet 1940), historienne ecclésiastique, classique et universitaire anglaise
- Charles Jegge (né en 1914), écrivain suisse
- Charles Vidal (né le 13 octobre 1933), footballeur français
- Derek Enright (né le 2 août 1935), personnalité politique britannique
- Ermanno Pignatti (né le 8 août 1921), haltérophile italien
- Henry Percy (né le 1er juillet 1953), pair britannique
- Rosalind Cash (née en 1938), actrice américaine

## Événements
- Fin de la série britannique Mr. Bean
- Sortie du jeu vidéo Anvil of Dawn
- Sortie du jeu vidéo Capitalism
- Début de la Coupe d'Europe de rugby à XV 1995-1996
- Sortie du jeu vidéo Destruction Derby
- Création du drapeau de la Gagaouzie
- Sortie du jeu vidéo Garfield: Caught in the Act
- Sortie de la chanson Hand in My Pocket de Alanis Morissette
- Sortie de la chanson Hey Lover de LL Cool J
- Sortie du jeu vidéo I Have No Mouth, and I Must Scream
- Sortie de la vidéo du consert de Slayer à Mesa : Live Intrusion
- Sortie du jeu vidéo Torin's Passage
- Sortie du jeu vidéo Zoop